# Paratapinocyba
Paratapinocyba és un gènere d'aranyes araneomorfes de la subfamília Erigoninae, dins de la família Linyphiidae. Es poden trobar al Japó.
Fou descrit per primera vegada per H. Saito l'any 1986.

## Llista d'espècies
Segons The World Spider Catalog 12.0:
- Paratapinocyba kumadai Saito, 1986 (Espècie tipus)
- Paratapinocyba oiwa (Saito, 1980)